# Un'altra luce
Un'altra luce è un singolo del cantautore italiano Nino D'Angelo e del rapper italiano Livio Cori, pubblicato il 6 febbraio 2019 come primo estratto dal secondo album in studio di Livio Cori Montecalvario (Core senza paura).
Il brano, è stato presentato al 69º Festival di Sanremo piazzandosi al 24º ed ultimo posto in classifica.

## Video musicale
Il videoclip, diretto da Toni D'Angelo, figlio di Nino, è stato pubblicato il 6 febbraio 2019. Le riprese sono avvenute tra Torre Annunziata e Napoli, identificabile nelle scene in Piazza del Plebiscito e sul tetto del Madre, su cui spiccano i lavori di Mimmo Paladino e del duo Bianco-Valente con l'opera, ispirata al titolo della raccolta di racconti di Anna Maria Ortese, Il mare non bagna Napoli. Ospiti della clip sono anche gli youtuber The Jackal.

## Classifiche
| Classifica (2019) | Posizione massima |
| ----------------- | ----------------- |
| Italia            | 63                |